# 蘇我興志
蘇我 興志（そが の こごし）は、飛鳥時代の豪族。父は蘇我倉山田石川麻呂。

## 記録
蘇我興志の名前は、『日本書紀』巻第二十五の以下の箇所にのみ現れる。
大化5年（649年）3月、大和国の山田寺の造営にあたっていた興志は、蘇我日向の讒言により、弟の法師・赤猪らとともに父の石川麻呂が大和国の国境まで逃げて来たのを聞き、今来（高市郡）の大槻で出迎え、先に立って寺に入った。興志は寺づくりの人夫を武装させて、一戦を試みようとした。彼は父に、「私が先に進んで、やって来る軍を迎え防ぎましょう」と言ったが、石川麻呂は許さなかった。それでも納得の行かなかった興志はその夜、小墾田宮を焼こうと思い立って、士卒を集めた。だが翌日、石川麻呂に「お前は命が惜しいか」と尋ねられ、「惜しくはありません」と答えた。そして、「人臣の身で君に逆らい、父への孝心を失ってならない、山田寺は自分自身のためではなく、天皇のために作ったものである、今、日向の讒言で無謀にも殺されようとしている、せめてもの救いは黄泉国（よもつくに）でも忠義を忘れないことである、寺へやって来たのは終りの時を安らかにするためである」という父の遺言を聞き、母親や兄弟・妹ら8人とともに、父が山田寺の仏殿で死んだ後を追って、殉死した、という。

## 考察
この事件は、単なる権力争いではなく、広い範囲での官人層の利害関係による政策上の争いであったことが、のちに連坐して処罰された人々の多さから分かり、興志が抗戦を主張したのも、石川麻呂を支持する勢力が多かったからであろうということを、北山茂夫は述べている。